# Alflugsvamp
Alflugsvamp (Amanita friabilis) är en svampart som först beskrevs av Petter Adolf Karsten, och fick sitt nu gällande namn av Bas 1974. Alflugsvamp ingår i släktet flugsvampar och familjen Amanitaceae.  Arten är reproducerande i Sverige. Inga underarter finns listade i Catalogue of Life.